# 谢昂凭
谢昂凭（1966年—2014年5月1日），马来西亚政治人物，前马来西亚霹雳安顺国会议员，行动党党员，曾连继三届当选为霹雳州议会巴硕伯打马州议员。

## 政治生涯
谢昂凭于1995年全国大选后加入行动党，并在1997年安顺国会议席补选期间协助行动党候选人古拉赢得有关议席。
1999年开始代表行动党参加全国大选并赢得霹雳巴硕伯打马州议席，并在2004年及2008年大选中蝉联。
2008年至2009年民联执政霹雳州期间，谢昂凭曾担任行政议员。
2013年大选时，转攻安顺国会议席，打败民政党马袖强等候选人成功当选。

## 逝世
2014年农历新年期间，发现患上膀胱癌并进入吉隆坡马大医院接受治疗，至同年5月1日病逝，享年48岁。其遺願希望政見相近的安順人丘光耀或梁美明可以上陣補選，但結果行動黨另派候選人出戰。